# Bulbul aux yeux rouges
Pycnonotus brunneus
Espèce
Statut de conservation UICN

 LC  : Préoccupation mineure
Le Bulbul aux yeux rouges (Pycnonotus brunneus) est une espèce de passereau de la famille des Pycnonotidae.

## Répartition
Cet oiseau vit en Birmanie, au Brunei, en Indonésie, en Malaisie et à Singapour.

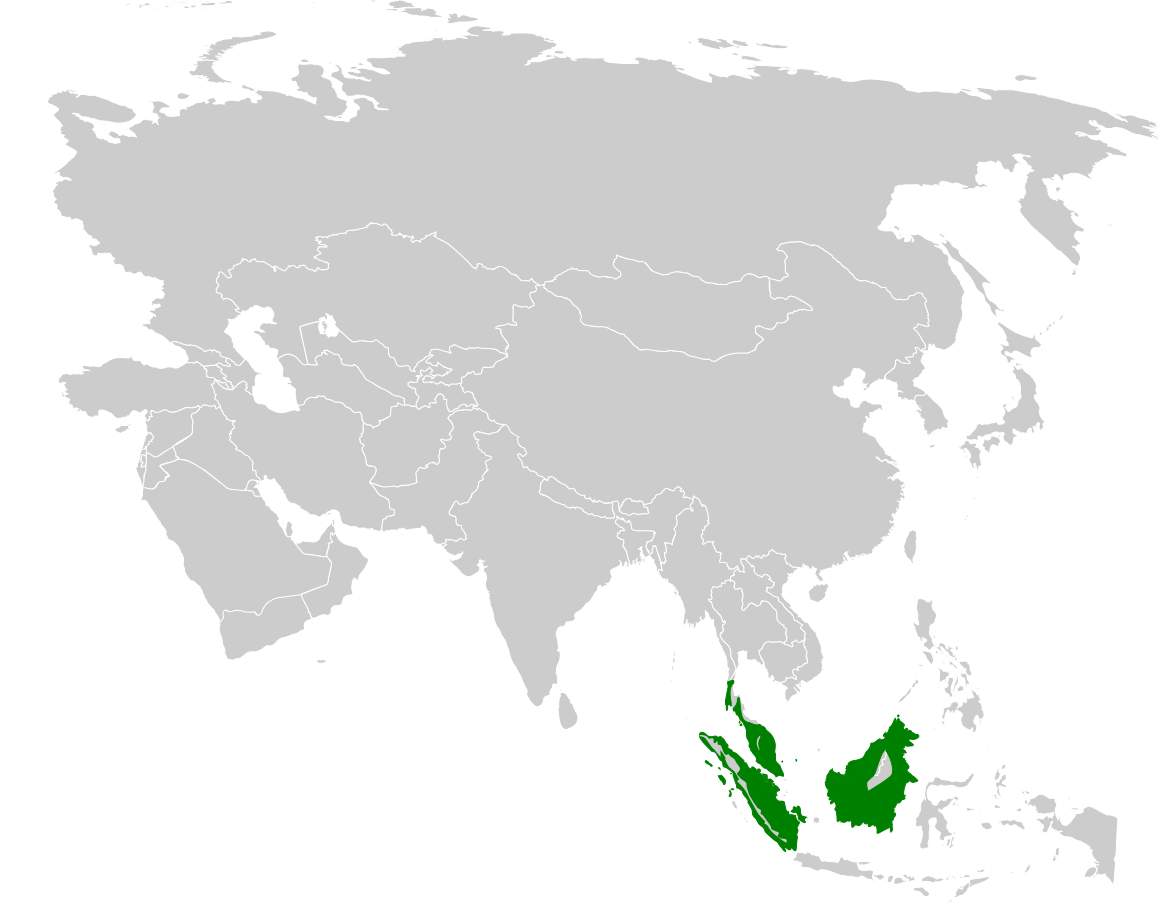
Aire de répartition du bulbul aux yeux rouges

## Habitat
Son habitat naturel est les forêts des plaines humides subtropicales ou tropicales.